# 米国の抗議活動とデモの規模別リスト
集会の権利は人権として認められており、アメリカ合衆国憲法修正第1条において以下の条文のもとで保護されている。
「連邦議会は、宗教の確立を支持する法律を制定したり、自由な宗教活動を禁止したり、言論または出版の自由を制限したり、人々が平和的に集会する権利および政府に対して不満の是正を求める請願をする権利を制限する法律を制定してはならない。」
広範な大衆抗議は、20世紀後半から21世紀初頭にかけて、アメリカにおける市民参加の顕著な特徴となった。特に2010年代半ば以降、大衆抗議の頻度は急激に増加、その一因としてスマートフォンの急速かつ広範な普及、瞬時かつ広範囲な通信・計画を可能にしたソーシャルメディアの革命が挙げられる。アメリカで参加者数が多かった抗議活動トップ10のすべては1970年以降に発生しており、そのうちトップ5のうち3つは、2017年に始まった最初のドナルド・トランプ政権以降に起きている。

## 集計論
1995年、ワシントンD.C.で行われた「ミリオン・マン・マーチ」について、国立公園局（National Park Service）は参加者数を40万人と推定、これが公式な発表となった。しかし、主催者側は100万人以上が参加したと主張し、推定値を修正しなければ国立公園局を訴えると脅す。これを受けて、アメリカ議会は同局に対し、それ以降の群衆数の推定を行うことを禁止した。
それ以来、政治的な抗議活動、デモ、行進のための公式な群衆数の推定は、警察データ、主催者の推定、群衆科学者の研究、そしてジャーナリストの情報を組み合わせたものに依存している。

## リスト
アメリカ合衆国で参加者が10万人以上の一日限りの抗議イベントの一覧。
黄色でシェーディングされた行は、その抗議活動がアメリカ合衆国内の複数の都市で同時に行われたことを示している。